# Aslauga bella
Aslauga bella är en fjärilsart som beskrevs av George Thomas Bethune-Baker 1914. Aslauga bella ingår i släktet Aslauga och familjen juvelvingar. Inga underarter finns listade i Catalogue of Life.